# Бобровская, Ольга Владимировна
Ольга Владимировна Бобровская (род. 25 февраля 1972) — российский политический деятель, депутат Государственной Думы ФС РФ пятого созыва (2007—2011).

## Биография

### Депутат государственной думы
20 июня 2011 года стала депутатом ГД, получив мандат, освободившийся после ухода Валерия Рязанского.
В мае 2012 года попала в число депутатов, которые не хотели покидать служебные квартиры, несмотря на окончание полномочий.
С февраля 2012 года, являлась сотрудником аппарата фракции Единая Россия в Государственной Думе.